# Rød hullæbe
Rød hullæbe (Epipactis atrorubens) er en 15-60 cm høj orkidé, der er udbredt over det meste af Europa, mod øst til Rusland, Krim, Kaukasus og Iran. Den er dog sjælden i middelhavsområdet. Arten vokser i op til 2200 moh. i områder med kalksten, i skovkanter, mellem buskads og græs samt i klitlavninger.
I Danmark vokser den meget sjældent på Møn og i Nordjylland i skove på lysåben, kalkrig bund. I det øvrige Skandinavien findes den udbredt i både Norge og Sverige. Arten kendes fra skovhullæbe på de op til 1,5 cm brede, røde blomster, hvor stængelstykket under blomsterstanden er tydeligt længere end de øvrige.